# Mitologia egípcia

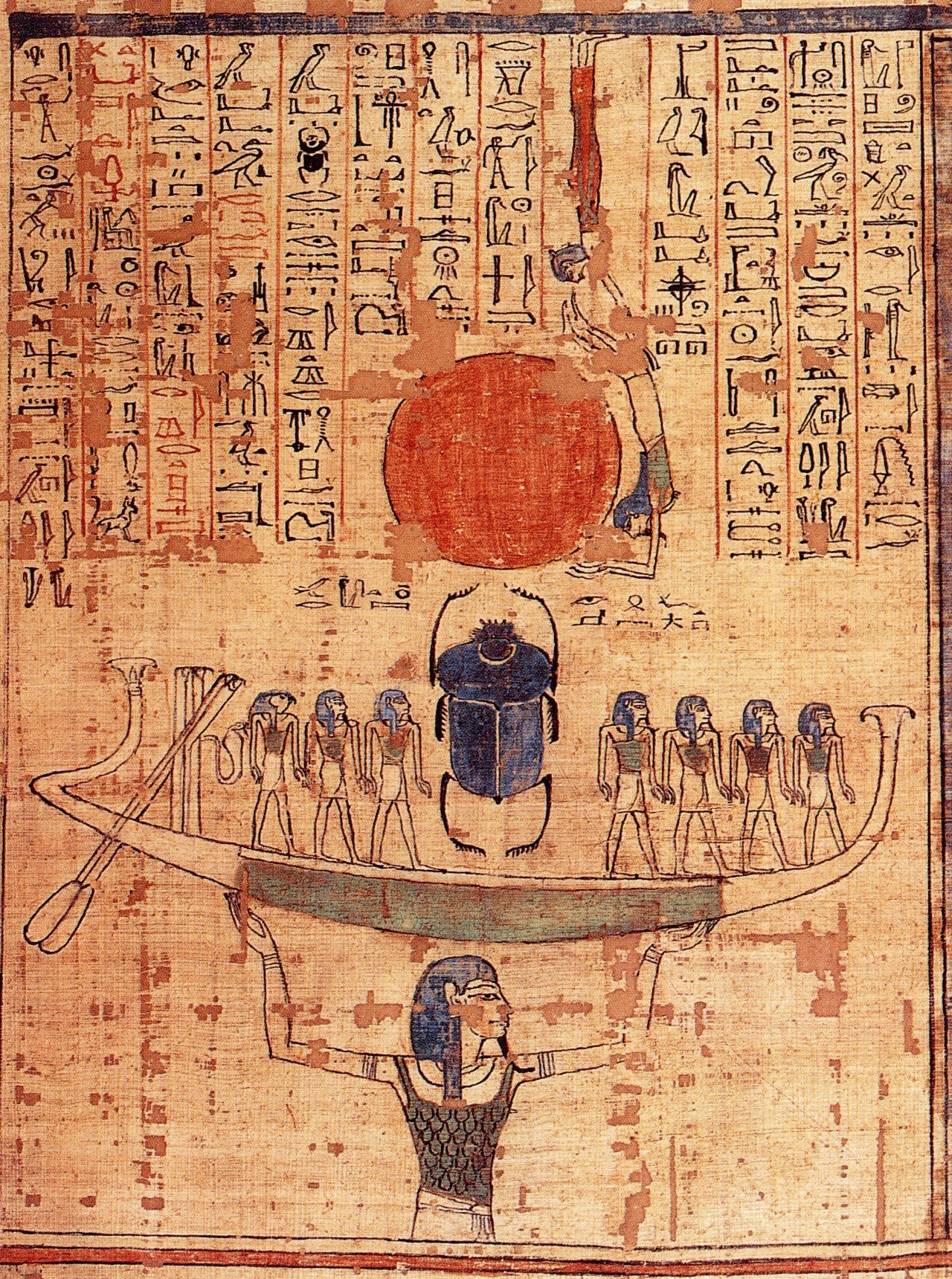
Nun, l'encarnació de les aigües primordials, eleva l'escorça del déu sol Ra al cel en el moment de la creació.

La mitologia egípcia és la col·lecció de mites de l'antic Egipte, que descriuen les accions dels déus egipcis com una manera d'entendre el món que els envolta. Les creences que expressen aquests mites són una part important de l'antiga religió egípcia. Els mites apareixen amb freqüència en els escrits i l'art egipcis, particularment en contes curts i en material religiós com himnes, textos rituals, textos funeraris i decoració de temples. Aquestes fonts rares vegades contenen un relat complet d'un mite i sovint descriuen fragments breus.
Inspirats en els cicles de la naturalesa, els egipcis veien el temps en el present com una sèrie de patrons recurrents, mentre que els períodes més primerencs eren lineals. Els mites s'estableixen en aquests primers temps, i el mite estableix el patró per als cicles del present. Els esdeveniments actuals repeteixen els esdeveniments del mite i, en fer-lo renoven la maat, l'ordre fonamental de l'univers. Entre els episodis més importants del passat estan els mites de la creació, en els quals els déus formen l'univers a partir del caos primordial; les històries del regnat del déu del sol Ra sobre la terra; i el mite d'Osiris, sobre les lluites dels déus Osiris, Isis i Horus contra el deu Seth. Els esdeveniments del present que podrien considerar-se mites inclouen el viatge diari de Ra pel món i la seva contrapart de l'altre món, el Duat. Els temes recurrents en aquests episodis mítics inclouen el conflicte entre els que sustenen el maat i les forces del desordre, la importància del faraó en el manteniment del maat i la contínua mort i regeneració dels déus.
Els detalls d'aquests esdeveniments sagrats difereixen molt d'un text a un altre i sovint semblen contradictoris. Els mites egipcis són principalment metafòrics, traduint l'essència i el comportament de les deïtats en termes que els humans poden entendre. Cada variant d'un mite representa una perspectiva simbòlica diferent, enriquint la comprensió dels egipcis dels déus i del món.
La mitologia va influir profundament en la cultura egípcia. Va inspirar o va influenciar molts rituals religiosos i va proporcionar la base ideològica al regne. Escenes i símbols del mite van aparèixer en l'art de les tombes, temples i amulets. En la literatura, mites o altres elements van ser utilitzats en relats que van de l'humor a l'al·legoria, demostrant que els egipcis van adaptar la mitologia per a servir a una àmplia varietat de propòsits.

## Orígens
El desenvolupament del mite egipci és difícil de rastrejar. Els egiptòlegs han de fer conjectures sobre les seves primeres fases, basades en fonts escrites que van aparèixer molt després. Una influència òbvia en el mite és l'entorn natural dels egipcis. Cada dia el sol s'elevava i es posava, il·luminant la terra i regulant l'activitat humana; cada any el Nil inundava, renovant la fertilitat del sòl i permetent l'agricultura altament productiva que sustentava la civilització egípcia. Així els egipcis veien l'aigua i el sol com a símbols de la vida i van pensar el temps com una sèrie de cicles naturals. Aquesta pauta ordenada estava en constant risc de pertorbació: les inundacions inusualment baixes van provocar fam i les grans inundacions van destruir cultius i edificis. L'acollidora vall del Nil estava envoltat d'un desert aspre, poblat per pobles que els egipcis consideraven enemics de l'ordre, incivilitzats. Per aquestes raons, els egipcis van veure la seva terra com un lloc aïllat d'estabilitat, o maat, envoltat i en perill de caos. Aquests temis —ordre, caos i renovació— apareixen repetidament en el pensament religiós egipci.
Una altra possible font de mitologia és el ritual. Molts rituals fan referència als mites i a vegades es basen directament en ells, però és difícil determinar si els mites d'una cultura es desenvolupen abans dels rituals o viceversa. Les preguntes sobre aquesta relació entre el mite i el ritual han generat molta discussió entre els egiptòlegs i els erudits de la religió comparativa en general. En l'antic Egipte, la primera evidència de pràctiques religioses és anterior als mites escrits. Els rituals primerencs de la història egípcia van incloure només alguns motius del mite. Per aquestes raons, alguns estudiosos han argumentat que, a Egipte, els rituals van sorgir abans que els mites.
En els rituals privats, sovint anomenats "màgics", el mite i el ritual estan particularment lligats. Moltes de les històries mítiques que apareixen en els textos dels rituals no es troben en altres fonts. Fins i tot el motiu generalitzat de la deessa Isis rescatant al seu fill enverinat Horus apareix només en aquest tipus de text. L'egiptòleg David Frankfurter argumenta que aquests rituals adapten tradicions mítiques bàsiques per a adaptar-se al ritual específic, creant noves històries elaborades (anomenades historiolas) basades en el mite. Per contra, J. F. Borghouts diu sobre els textos màgics que "no hi ha evidència que un tipus específic de mitologia 'poc ortodoxa' fos encunyada... per a aquest gènere".
Gran part de la mitologia egípcia consisteix en mites d'origen, explicant els inicis de diversos elements del món, incloent les institucions humanes i els fenòmens naturals. El rei sorgeix entre els déus al principi del temps i posteriorment passa als faraons humans; la guerra s'origina quan els humans comencen a lluitar entre si després de la retirada del déu del sol al cel. Els mites també descriuen els suposats començaments de tradicions menys fonamentals. En un petit episodi mític, Horus s'enfada amb la seva mare Isis i li talla el cap. Isis reemplaça el seu cap perdut amb el d'una vaca. Aquest esdeveniment explica per què Isis a vegades va ser representat amb les banyes d'una vaca com a part del seu tocat.
Alguns mites poden haver estat inspirats per esdeveniments històrics. La unificació d'Egipte sota els faraons, al final del Període Predinàstic al voltant del 3100 aC, va convertir al rei en el centre de la religió egípcia, i així la ideologia del rei es va convertir en una part important de la mitologia. Arran de la unificació, els déus van guanyar importància nacional formant noves relacions que vinculaven les divinitats locals a una tradició nacional unificada. Geraldine Pinch suggereix que els mites primerencs poden haver-se format a partir d'aquestes relacions. Les fonts egípcies vinculen la mítica lluita entre els déus Horus i Seth amb un conflicte entre les regions de l'Alt i Baix Egipte, que pot haver ocorregut en l'era predinàstica tardana o en el Període Dinàstic Primerenc.
Després d'aquests primers temps, la majoria dels canvis en la mitologia van desenvolupar i van adaptar conceptes preexistents en lloc de crear-ne de nous, encara que va haver-hi excepcions. Molts estudiosos han suggerit que el mite del déu del sol que es retira al cel, deixant als humans a lluitar entre ells, es va inspirar en la ruptura de l'autoritat real i la unitat nacional al final del Vell Regne (c. 2686 BC – 2181 BC). En el Nou Regne (c. 1550–1070 a. C.), els mites menors es van desenvolupar al voltant de divinitats com Yam i Anat que havien estat adoptats des de la religió cananea. En canvi, durant les èpoques grega i romana (332 DC–641 AC), la cultura greco-romana va tenir poca influència en la mitologia egípcia.

## Definició i àmbit d'aplicació
Hi ha dificultats per a definir quines creences antigues egípcies són mites. La definició bàsica de mite suggerida per l'egiptòleg John Baines és "una narrativa sagrada o culturalment central". A Egipte, les narratives que són centrals per a la cultura i la religió són gairebé enterament sobre els esdeveniments entre els déus. Les narratives reals sobre les accions dels déus són estranyes en els textos egipcis, particularment des de períodes primerencs, i la majoria de les referències a tals esdeveniments són mers esments o al·lusions. Alguns egiptòlegs, com Baines, argumenten que les narratives prou completes per a ser anomenades "mites" existien en tots els períodes, però la tradició egípcia no afavoria escriure-les. Uns altres, com Jan Assmann, han dit que els mites veritables eren estranys a Egipte i podien haver-se desenvolupat a través de la seva història, a partir dels fragments de narració que apareixen en els primers escrits. Recentment, no obstant això, Vincent Arieh Tobin i Susanne Bickel han suggerit que no es necessitava una llarga narració en la mitologia egípcia a causa de la seva naturalesa complexa i flexible. Tobin argumentava que la narrativa és aliena al mite, perquè les narratives tendeixen a formar una perspectiva simple i fixa sobre els esdeveniments que descriuen. Si la narració no és necessària per al mite, qualsevol declaració que transmeti una idea sobre la naturalesa o les accions d'un déu pot ser anomenada "mítica".

## Contingut i significat
Igual que els mites en moltes altres cultures, els mites egipcis serveixen per a justificar les tradicions humanes i per a abordar qüestions fonamentals sobre el món, com la naturalesa del desordre i la destinació final de l'univers. Els egipcis van explicar aquestes profundes qüestions a través de declaracions sobre els déus.
Les divinitats egípcies representen fenòmens naturals, des d'objectes físics com la terra o el sol fins a forces abstractes com el coneixement i la creativitat. Segons les antigues creences egípcies, les accions i interaccions dels déus governaven el comportament de totes aquestes forces i elements. En la seva majoria, els egipcis no van descriure aquests misteriosos processos en escrits teològics explícits. En canvi, les relacions i interaccions dels déus van il·lustrar implícitament tals processos.
La majoria dels déus d'Egipte, inclosos els més importants, no tenen papers significatius en cap narrativa mítica, encara que la seva naturalesa i les seves relacions amb altres divinitats sovint apareixen en declaracions sense narració. Per als déus que estan profundament involucrats en les narratives, els esdeveniments mítics són expressions molt importants dels seus papers en el cosmos. Per tant, si només les narratives són mites, la mitologia és un element important en la comprensió religiosa egípcia, però no tan essencial com és en moltes altres cultures.

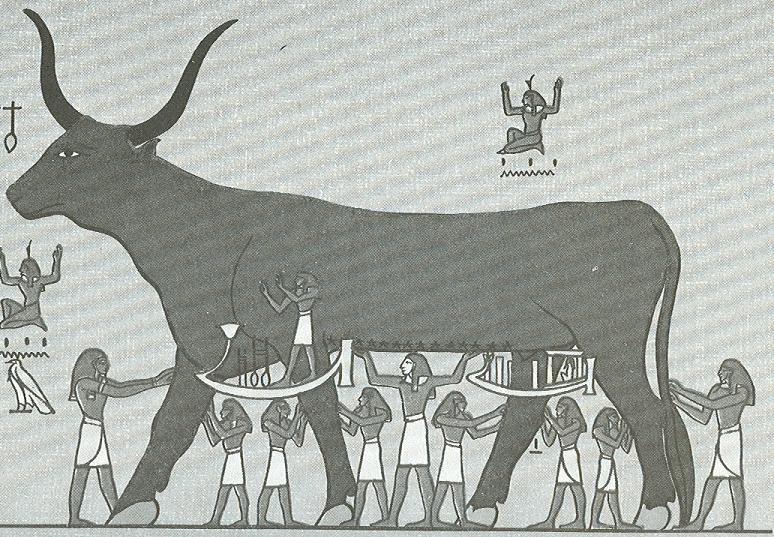
El cel representat com una deessa vaca secundada per altres divinitats. Aquesta imatge combina diverses visions coexistents del cel: com un sostre, com la superfície d'una mar, com una vaca i com una deessa en forma humana.

El veritable regne dels déus és misteriós i inaccessible per als humans. Les històries mitològiques usen el simbolisme per a fer comprensibles els esdeveniments en aquest àmbit. No tots els detalls d'un mite tenen significat simbòlic. Algunes imatges, fins i tot en textos religiosos, s'entenen simplement com a adorns visuals o dramàtics de mites més amplis i significatius.
Poques històries completes apareixen en fonts mitològiques egípcies. Aquestes fonts sovint no contenen més que al·lusions als esdeveniments als quals es relacionen, i els textos que contenen narratives reals només conten parts d'una història més complexe. Per tant, per a qualsevol mite, els egipcis poden haver tingut només els contorns generals d'una història, de la qual van ser dibuixats fragments que descriuen esdeveniments particulars. A més, els déus no són personatges ben definits i les motivacions per a les seves accions a vegades són inconsistents i rares vegades succeeixen. Els mites egipcis no són, per tant, històries totalment desenvolupats. La seva importància radica en el seu significat subjacent, no en les seves característiques com a històries.
Els mites egipcis tan flexibles que aparentment podien entrar en conflicte entre si. Moltes descripcions de la creació del món i els moviments del sol ocorren en textos egipcis, alguns molt diferents els uns dels altres. Les relacions entre déus eren fluïdes, per la qual cosa, per exemple, la deessa Hathor podia ser anomenada mare, esposa o filla del déu sol Ra. Les divinitats separades podrien fins i tot ser sincretitzades com un solo ser. Així el déu creador Atum va ser combinat amb Ra per a formar Ra-Atum.
Una raó comunament suggerida per a les inconsistències en el mite és que les idees religioses van diferir amb el temps i en diferents regions. Els cultes locals de diverses divinitats van desenvolupar teologies centrades en els seus propis déus patrons. A mesura que va canviar la influència dels diferents cultes, alguns sistemes mitològics van aconseguir el domini nacional. En el Vell Regne (c. 2686–2181 a. C.) el més important d'aquests sistemes van ser els cultes de Ra i Atum, centrats en Heliòpolis. Van formar una família mítica, l'Ennead, que suposadament va crear el món. Incloïa les deïtats més importants de l'època però donava primacia a Atum i Ra. Els egipcis també van superar velles idees religioses amb noves. Per exemple, el déu Ptah, el culte del qual estava centrat en Memphis, també es va dir que era el creador del món. El mite de la creació de Ptah incorpora mites antics dient que és l'Ennead qui duu a terme els comandos creatius de Ptah. Així, el mite fa a Ptah més vell i més gran que l'Ennead. Molts estudiosos han vist aquest mite com un intent polític d'afirmar la superioritat del déu de Memphis sobre els d'Heliòpolis. En combinar conceptes d'aquesta manera, els egipcis van produir un conjunt immensament complicat de deïtats i mites.
Els egiptòlegs a principis del segle xx van pensar que els canvis de motivació política com aquests eren la principal raó de la imatge contradictòria en el mite egipci. No obstant això, en la dècada de 1940, Henri Frankfort, conscient de la naturalesa simbòlica de la mitologia egípcia, va argumentar que idees aparentment contradictòries són part de la "multiplicitat d'enfocs" que els egipcis usaven per a entendre el regne diví. Els arguments de Frankfort són la base per a gran part de l'anàlisi més recent de les creences egípcies. Els canvis polítics van afectar les creences egípcies, però les idees que van sorgir a través d'aquests canvis també tenen un significat més profund. Múltiples versions del mateix mite expressen diferents aspectes del mateix fenomen; diferents déus que es comporten de manera similar reflecteixen les estretes connexions entre forces naturals. Els diversos símbols de la mitologia egípcia expressen idees massa complexes per a ser vistes a través d'una sola lent.

### Fonts religioses

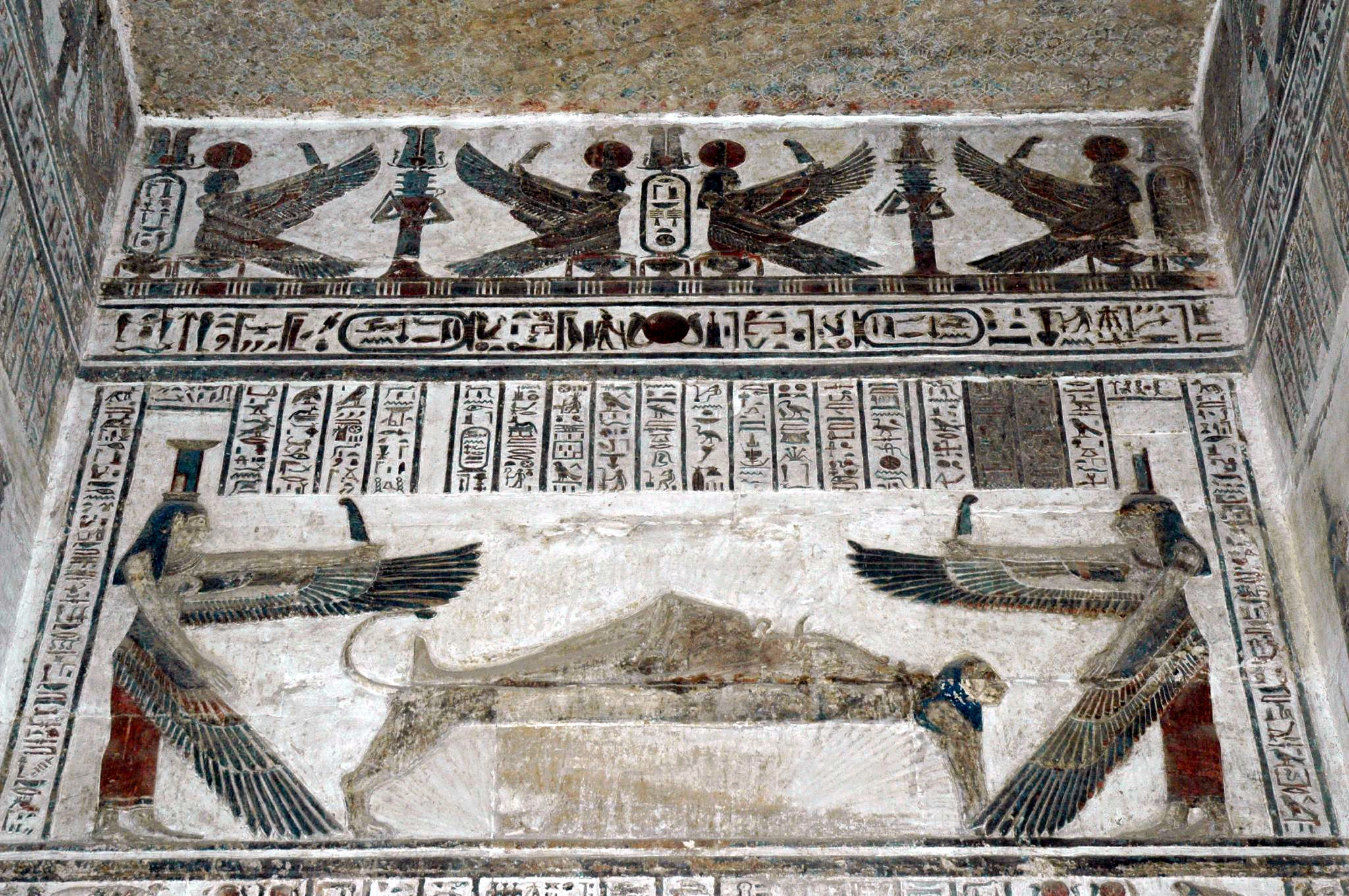
Decoració del temple en Dendera, representant a les deesses Isis i Nephthys observant sobre el cadàver del seu germà Osiris.

### Forma del món

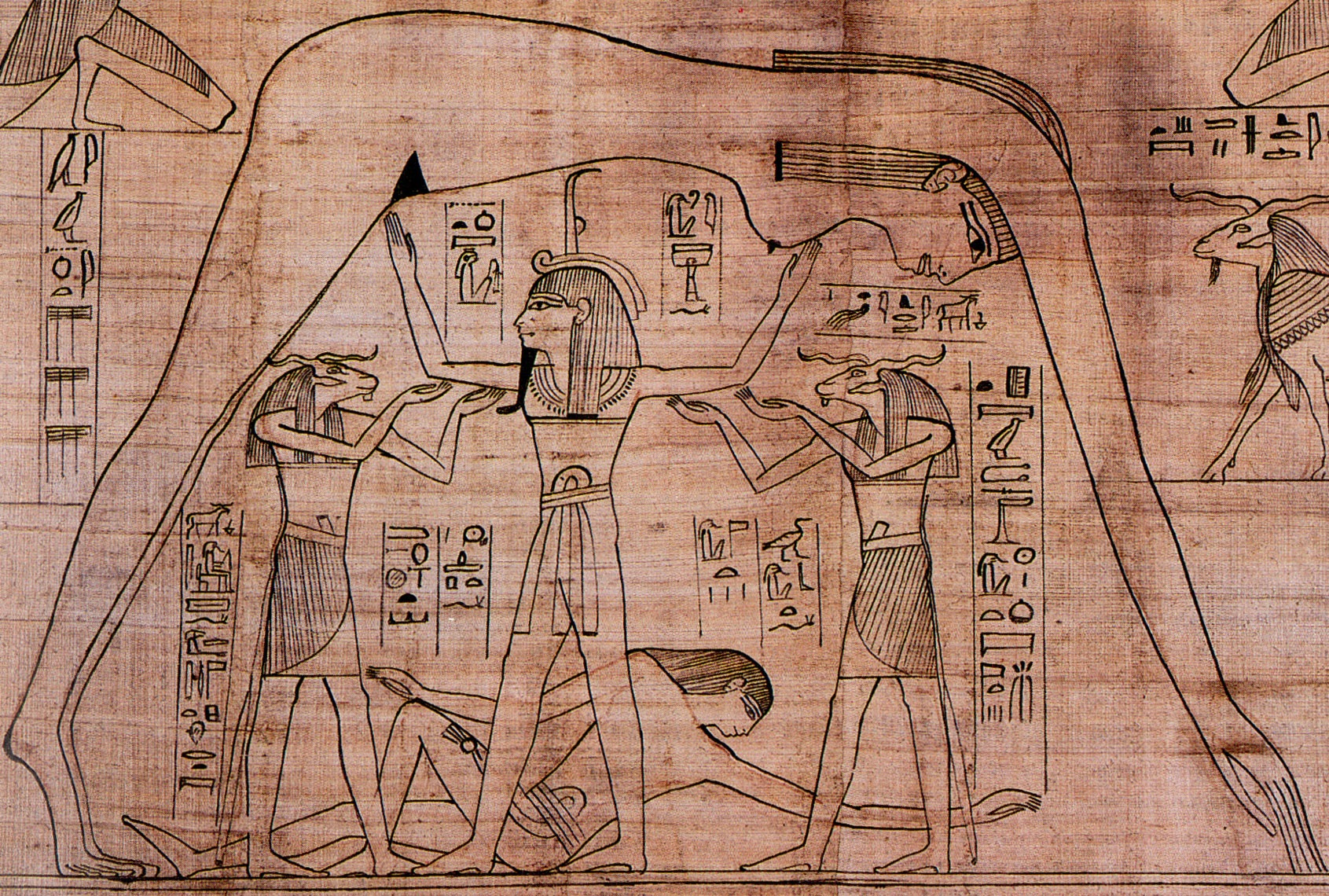
El déu de l'aire Shu, assistit per altres déus, sosté a Nut, el cel, com Geb, la terra, jeu a sota.

### Religió

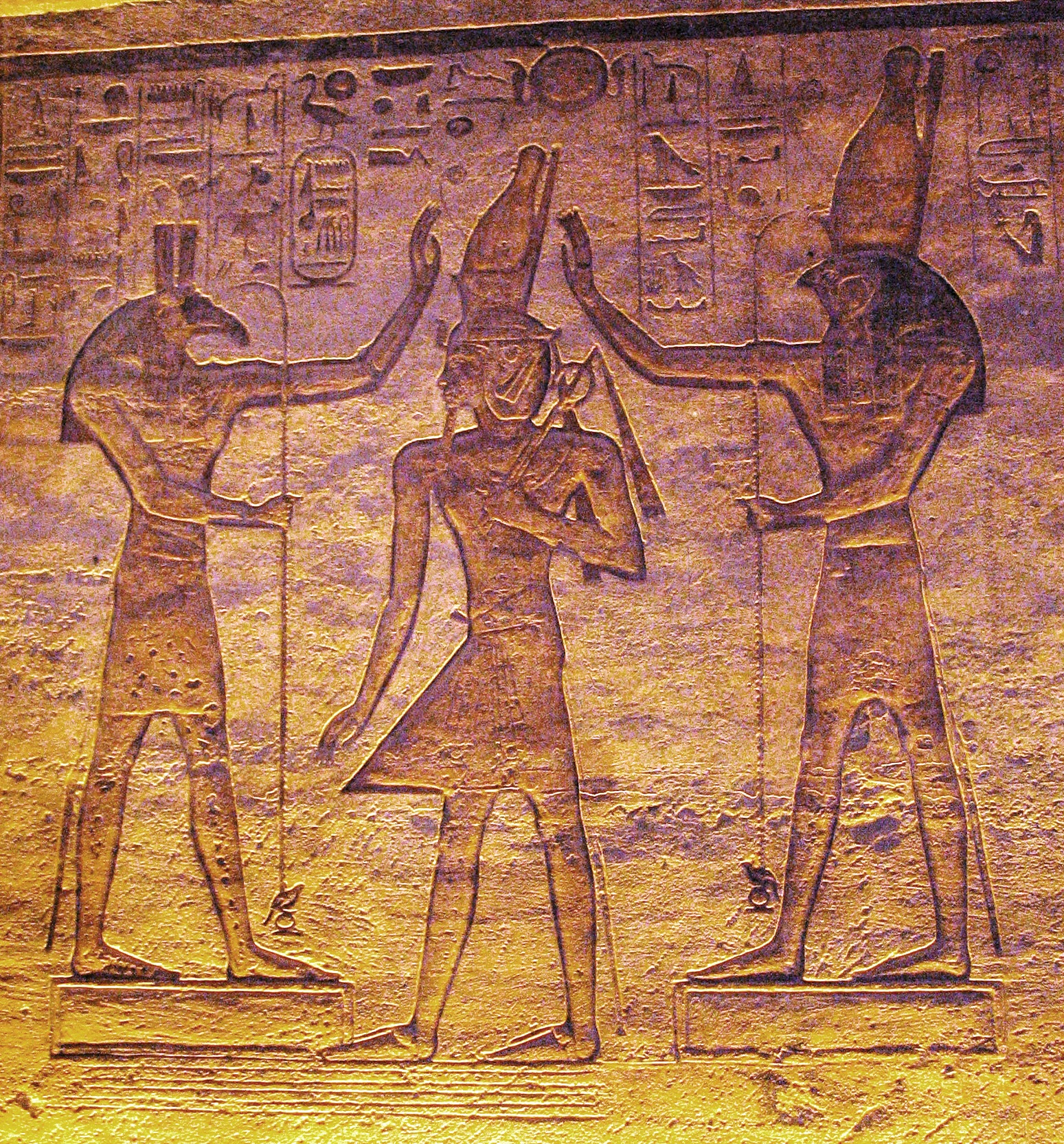
Seth i Horus fan costat al faraó. Els déus rivals reconciliats sovint defensen la unitat d'Egipte sota la regla d'un sol rei.

### Art

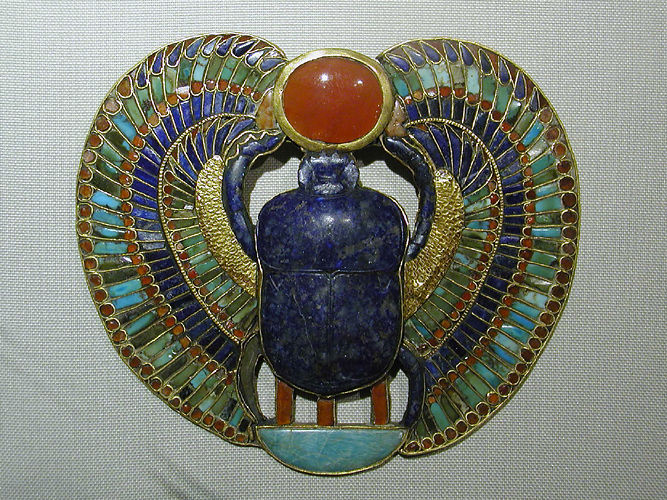
Amulet funerari en forma d'escarlata